# 21:a världsjamboreen
Den 21:a världsscoutjamboreen hölls mellan juli och augusti 2007, och var en del av firandet av scoutings 100-årsjubileum. Värdland var Storbritannien eftersom det var där det första scoutlägret på Brownsea Island ägde rum.
Evenemanget varade i 12 dagar mellan 27 juli och 8 augusti, i Hylands Park, Chelmsford, Essex. Platsen valdes på grund av närheten till både flyg- och sjötransport, och även på grund av närheten till Gilwell Park, en viktig lägerplats och utbildningscenter för scoutledare.
Över 38 000 scouter och ledare från 158 länder som alla har en erkänd nationell scoutorganisation (erkänd innebär medlem av World Organization of the Scout Movement) deltog tiden ut, medan 50 000 besökare deltog enstaka dagar. Det var även 8 600 medlemmar i International Service Team (funktionärer) som även de var från runt om i världen.

## Syfte

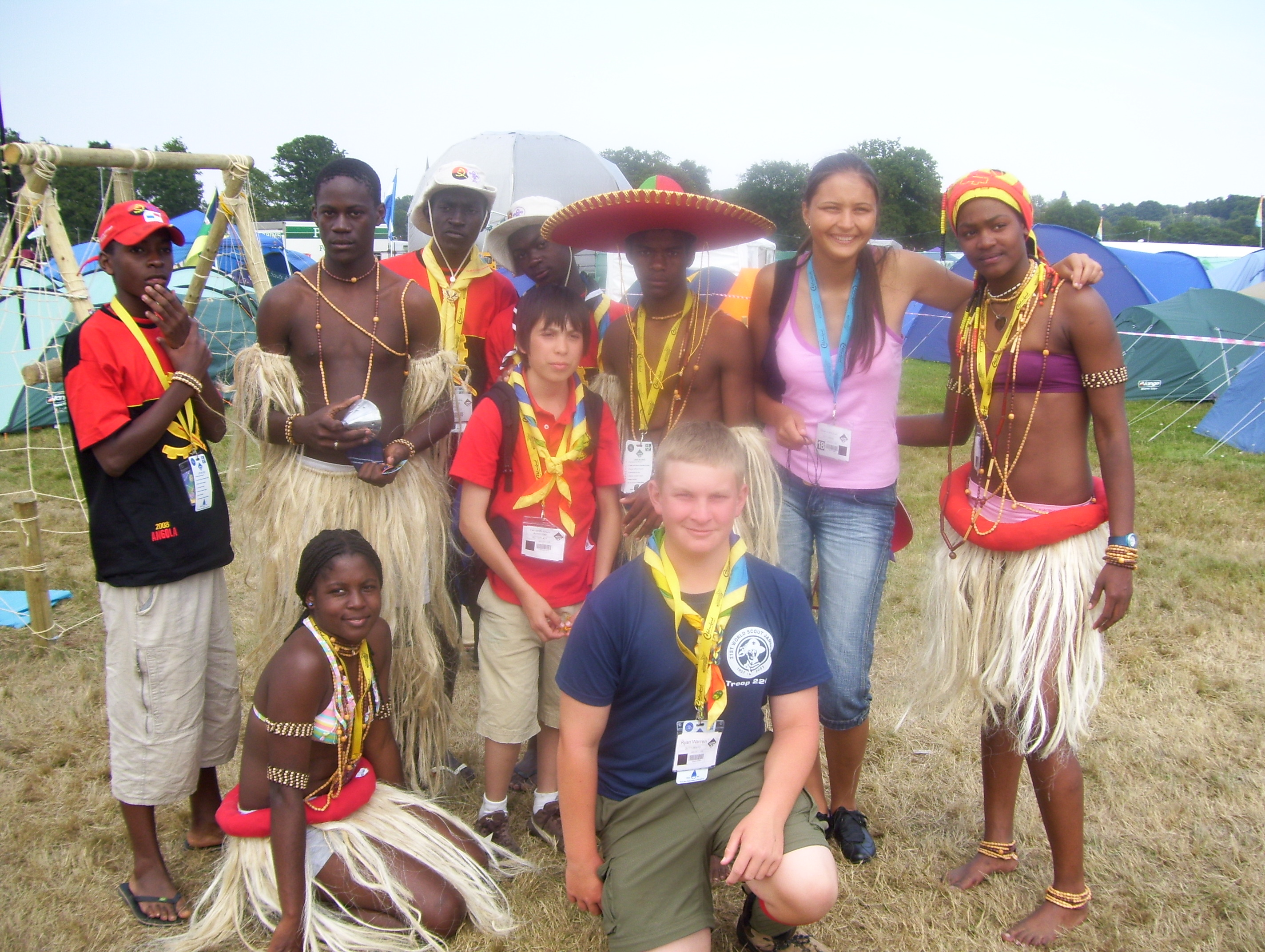
Scouter från hela världen på den 21:a världsscoutjamboreen.

Den första jamboreen hölls 1920 vid Olympia, London, Storbritannien. Sedan dess har evenemanget vanligtvis anordnats vart fjärde år, med uppehåll mellan 1937 och 1947 på grund av andra världskriget, och även mellan 1975 och 1983 på grund av den politiska instabiliteten i Iran. Det har arrangerats i många länder runt om i världen, förutom i Afrika. Jamboreen syftar till att vara en bas för äventyr, internationell vänskap, och unga människors utveckling. Nästa jamboree kommer att hållas i Sverige 2011.

## Deltagande

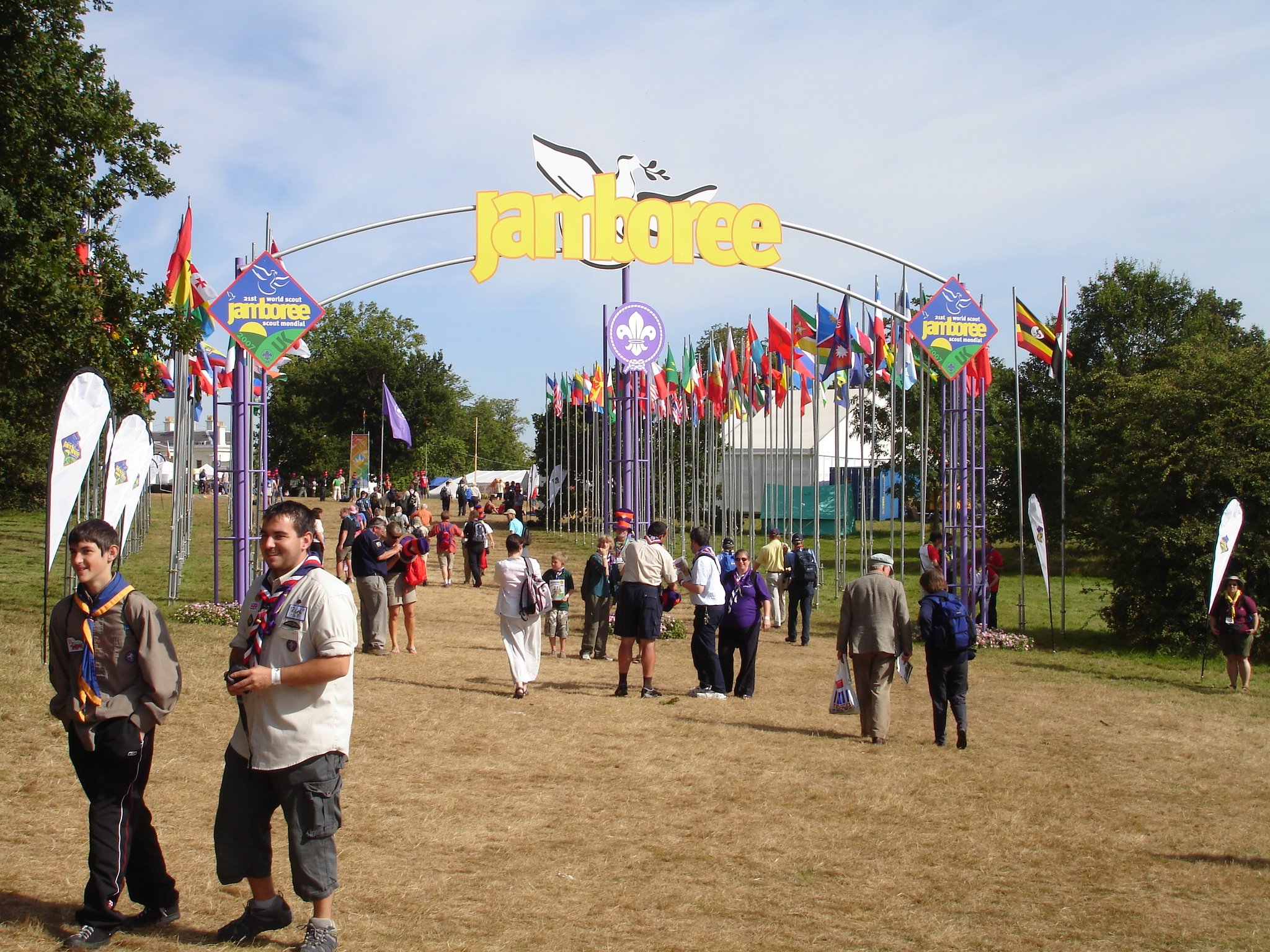
Huvudentrén till 21:a världsscoutjamboreen

Evenemanget var öppet för alla WOSM:s medlemmar som var mellan 14 och 17 år vid jamboreens start 27 juli 2007. Medlemmar av World Association of Girl Guides and Girl Scouts (WAGGGS) tilläts också delta, förutsatt att landets WOSM-medlemsorganisation gick med på det. Personer som önskade besöka jamboreen måste ha blivit utvalda av respektive lands medlemsförbund.
Vuxna hade möjlighet att delta genom stödpositioner såsom medlemmar av International Service Team (funktionärer), National Contingent Support Teams (stöd åt de lokala kontingenterna), patrulledare, nationella representanter, programarbetare, eller medlemmar av byggnadsteamen.
Dagsbesökare i alla åldrar var även välkomna till evenemanget. De datum och områden som dagsbesökarna fick besöka var emellertid begränsade för att vidhålla parkens maximala besöksgränser.
Evenemanget var den nästa största jamboreen någonsin med 38 074 deltagare och IST, men med fler deltagande länder än någonsin förut och mer än 42 000 dagsbesökare  Den tredje jamboreen 'Coming of Age' som hölls 1929 var den största någonsin med 50 000 deltagare.

## Tema
Alla jamboreer har ett specifikt tema och 2007 års jamborees tema var "En värld, ett löfte". Detta motto finns införlivat på 100-årsjubileumsmärket och finns tillgängligt på det lokala språket hos alla WOSM:s medlemsländer. Detta motto finns även med i texten till sången Jambo.

## Camp in camp
Varje nav innehöll fyra underläger, camp in camps, som vart och ett bestod av 2 000 scouter med sina egna programaktiviteter. Inom underlägren innehöll varje trupp 36 deltagare. De fyra naven var:
| - Tropical - Jungle - Lagoon - Mangrove - Rain forest | - Ocean - Beach - Harbour - Fjord - Atoll | - Desert - Oasis - Dune - Wadi - Tundra | - Mountain - Volcano - Plateau - Glacier - Canyon |

IST-medlemmarnas hade sitt eget nav tillsammans med övriga vuxna:
- Island